# 2839 Аннетта
2839 Анне́тта (1929 TP, 1937 AB1, 1939 UL, 1962 TE, 1970 BB, 1972 XF1, 1982 VP, 2839 Annette) — астероїд головного поясу, відкритий 5 жовтня 1929 року.
Тіссеранів параметр щодо Юпітера — 3,634.